# Донна Ґерр
Донна Ґерр (англ. Donna Gurr, 18 лютого 1955) — канадська плавчиня.
Призерка Олімпійських Ігор 1972 року.
Переможниця Панамериканських ігор 1971 року.